# Gašnica
Gašnica (en serbe cyrillique : Гашница) est un village de Bosnie-Herzégovine. Il est situé dans la municipalité de Gradiška et dans la république serbe de Bosnie. Selon les premiers résultats du recensement bosnien de 2013, il compte 388 habitants.

## Histoire
Village natal de Lepa Svetozara Radić

## Démographie

### Évolution historique de la population dans la localité
| 1948 | 1953 | 1961 | 1971 | 1981 | 1991 | 2013 |
| ---- | ---- | ---- | ---- | ---- | ---- | ---- |
| -    | -    | 707  | 608  | 508  | 443, | 388  |

|  |